# Championnats d'Europe d'iQFoil
Les Championnats d'Europe d'iQFoil sont une compétition internationale de sport nautique sous l'égide de la Fédération internationale de voile (ISAF). L'iQFoil est une planche à voile utilisée dans les épreuves de voile aux Jeux olympiques à partir de Paris 2024. La première édition a lieu en 2020.

## Éditions
| Année | Lieu       | Dates         |
| ----- | ---------- | ------------- |
| 2020  | Silvaplana | 21–26 août    |
| 2021  | Marseille  | 22–28 octobre |
| 2022  | Torbole    | 15–22 mai     |
| 2023  | Patras     | 8–14 mai      |

## Palmarès

### Hommes
| Éditions | Or                   | Argent                 | Bronze                   |
| -------- | -------------------- | ---------------------- | ------------------------ |
| 2020     | Kiran Badloe (NED)   | Sebastian Kördel (GER) | Nicolas Goyard (FRA)     |
| 2021     | Nicolas Goyard (FRA) | Huig Jan Tak (NED)     | Luuc van Opzeeland (NED) |
| 2022     | Nicolas Goyard (FRA) | Nicolò Renna (ITA)     | Luuc van Opzeeland (NED) |
| 2023     | Nicolò Renna (ITA)   | Sebastian Kördel (GER) | Kiran Badloe (NED)       |

### Femmes
| Éditions | Or                    | Argent              | Bronze                 |
| -------- | --------------------- | ------------------- | ---------------------- |
| 2020     | Hélène Noesmoen (FRA) | Islay Watson (GBR)  | Lilian de Geus (NED)   |
| 2021     | Hélène Noesmoen (FRA) | Islay Watson (GBR)  | Shachar Reshef (ISR)   |
| 2022     | Hélène Noesmoen (FRA) | Emma Wilson (GBR)   | Maja Dziarnowska (POL) |
| 2023     | Mina Mobekk (NOR)     | Sharon Kantor (ISR) | Emma Wilson (GBR)      |